# Ярочински фестивал
Ярочинският фестивал е един от най-големите и значими фестивали на рок музиката през 1980-те години в Европа и определено най-големият фестивал на алтернативната музика в страните от Варшавския договор.
Основан през 1980 г., на базата на по-ранния фестивал във Великополша Rytmy Mlodych (Ритмите на Младежта), организиран в Ярочин от 1971 г. През 1980 г., благодарение на инициативата Валтер Челстовски, името му е променено на Ogolnopolski Przeglad Muzyki Mlodej Generacji w Jarocinie (Общпполски Преглед на Музиката на младото поколение в Ярочин) и са поканени музиканти и групи от цялата страна. По-късно името е променено отново – Festiwal Muzyka Rockowych (Фестивал на рок музиката).
Ярочинският фестивал предимно търси атмосферата на известния американски фестивал в Уудсток и понякога е наричан полския Уудсток. През 1980 той се разглежда като алтернатива на бедната реалност в късно-комунистическа Полша. Събитието продължава 3 дни, обикновено в началото на август. Фестивалът привлича хиляди фенове (например през 1986 г. е имало повече от 30 000 от тях), които са живели в шатри за да слушат музика, която по друг начин едва ли би прозвучала в полското радио и телевизия. Много хора вярват, че Ярочинският фестивал е създаден от комунистическите тайни служби като клапан за нервността и недоволството на полските младежи.
Музиката, която се свири по време на фестивала е алтернативна – блус, рок, хевиметъл, пънк рок и реге. Групите свирят на две сцени, разположени на местното футболно игрище. Интересен е фактът, че фенове носят със себе касетофони и по време на концерта ги задържат над главите им. Това е единственият шанс да запише и разпространи музика на касети, нежелани от официални масмедии. В Jarocin фестивал на 80-те години е истински празник за полските пънкари и метъли.
Ярочинският фестивал губи своята роля и значение в началото на 1990 г. с разпадането на комунистическата система в Полша. Новото поколение слушатели обаче е по-агресивно и през 1994 г., след бунтове и сблъсъци с полицията, фестивалът е спрян. Той отново е възобновен през 2005 г.
Сред най-популярните банди, които свирят на Ярочинската сцена са:
- Dżem
- TSA
- KSU
- Armia
- Dezerter
- Siekiera
- Kult
- Brygada Kryzys
- Kat
- Sztywny Pal Azji
- Acid Drinkers
- Koniec Świata
- New Model Army
- Therapy
- The Misfits
- Babayaga Ojo
- Feeling B